# Władimir Szarapow
Władimir Maksimowicz Szarapow (ros. Владимир Максимович Шарапов, ur. 1 marca?/13 marca 1894 w okręgu tambowskim, zm. 1 marca 1972 w Moskwie) – generał porucznik, funkcjonariusz radzieckich organów bezpieczeństwa CzeKa/OGPU/NKWD/Ministerstwa Bezpieczeństwa Państwowego/MWD, m.in. szef Zarządu Głównego Wojsk Konwojowych Ludowego Komisariatu Spraw Wewnętrznych Związku Radzieckiego.

## Życiorys
Urodzony w rodzinie Rosyjskiego chłopa, ukończył kilka szkół i kursów wojskowych, m.in. 1910 uczęszczał do szkoły rolnej, a 1912–1913 na kurs budowy w szkole przeciwpożarowej. Pod koniec 1918 rozpoczął a na początku 1919 skończył kursy piechoty w Robotniczo-Chłopskiej Armii Czerwonej (RKKA) w Tambowie oraz we Włodzimierzu. Na początku lat 30. ukończył kolejne kursy w różnych szkołach RKKA.
W latach 1914–1918 służył jako szeregowy i podoficer w armii rosyjskiej na froncie.
W maju 1918 roku wcielony do RKKA gdzie służył do kwietnia 1921 roku m.in. jako oficer w 29 pułku od maja do grudnia 1918 roku, dowódca batalionu od 1919 roku do kwietnia 1920 roku, oraz dowódca Ukraińskiego batalionu od listopada 1920 roku do kwietnia 1921 roku.
Służbę w nowo utworzonych organach bezpieczeństwa (Wszechrosyjska Komisja Nadzwyczajna do Walki z Kontrrewolucja, Spekulacją i Nadużyciami Władzy), zwana potocznie Czeka, lub Czieriezwyczajka) rozpoczął w kwietniu w 1921 roku od funkcji pomocnika dowódcy Specjalnego Batalionu Wojsk CzeKa na Ukrainie. Następnie pomocnik dowódcy 2 batalionu wojsk CzeKa na Ukrainie. Przez następne lata służył w wojskach GPU/OGPU jako dowódca różnych oddziałów wojsk konwojowych na Ukrainie. W 1936 roku został naczelnikiem 1 Oddziału 4 Wydziału Zarządu Ochrony Pogranicznej i Wewnętrznej (UPWO) w Ludowym Komisariacie Spraw Wewnętrznych Rosyjskiej Federacyjnej Socjalistycznej Republiki Radzieckiej, następnie do marca 1939 roku pełnił podobne stanowisko w Gruzińskiej Socjalistycznej Republice Radzieckiej, także w tym samym czasie pełnił obowiązki naczelnika sztabu wojsk Ochrony Pogranicznej i Wewnętrznej ów republiki. W marcu 1939 roku został szefem Zarządu Głównego Wojsk Konwojowych Ludowego Komisariatu Spraw Wewnętrznych Związku Radzieckiego (NKWD ZSRR). Po reorganizacji organów NKWD/Ludowego Komisariatu Bezpieczeństwa Państwowego Szarapow pełnił stanowisko szefa Zarządu Wojsk Konwojowych, następnie od czerwca 1941 do czerwca 1942 był szefem sztabu wojsk NKWD przydzielonych do 29 Armii. Po dwumiesięcznym leczeniu w sanatorium NKWD powrócił na stanowisko szefa sztabu wojsk NKWD 29 Armii. Później od października 1942 do lutego 1943 był szefem sztabu Armii Specjalnej NKWD, potem do marca 1945 szefem sztabu 70 i 40 Armii, a następne trzy miesiące spędził w sanatorium NKWD. Po powrocie z leczenia został szefem Zarządu Głównego Wojsk NKWD ds. Budowli Wojskowych przy NKWD ZSRR a od marca 1946 przy Ministerstwie Spraw Wewnętrznych Związku Radzieckiego, a po kolejnej reorganizacji aparatu od 1950 do 1952 przy Ministerstwie Bezpieczeństwa Państwowego Związku Radzieckiego.
W marcu 1952 został zwolniony z ministerstwa b.p.

## Stopnie wojskowe
- 22 kwietnia 1936 pułkownik
- 9 marca 1939 kombrig (dowódca brygady)
- 29 kwietnia 1939 komdiw (dowódca dywizji)
- 4 czerwca 1940 generał major
- 13 września 1944 generał porucznik

## Odznaczenia
- Order Lenina
- Order Czerwonego Sztandaru (trzykrotnie, m.in. w maju 1942 i w 1943)
- Order Kutuzowa I klasy (15 sierpnia 1944)
- Order Kutuzowa II klasy
- Order Suworowa II klasy
- Order Czerwonej Gwiazdy (26 kwietnia 1940)
- Order Czerwonego Sztandaru Pracy Ukraińskiej SRR (1932)
- Medal jubileuszowy „XX lat Robotniczo-Chłopskiej Armii Czerwonej” (luty 1938)
- Odznaka "Zasłużony Funkcjonariusz MWD" (2 listopada 1948)